# ساركومة عضلية مخططة متصلبة
الساركومة العضلية المخططة المتُصلب أو غرن العضل المخطط المتُصلب أو الورم السرطاني العضلي المخطط المُتصلب (بالإنجليزية: Sclerosing rhabdomyosarcoma)‏ هيَ نوع فرعي نادِر مِن الساركومة العضلية المُخططة، وتتميز مجهرياً بوجود خلايا مُدورة بدائية تُشكل أسناخ دقيقة وأعشاش وحِبال على أرضية مُتصلبة.